# Kumpusaari (ö i Mellersta Finland, Äänekoski, lat 62,78, long 26,29)
Kumpusaari är en ö i Finland. Den ligger i sjön Keitele och i kommunen Konnevesi i den ekonomiska regionen  Äänekoski ekonomiska region  och landskapet Mellersta Finland, i den centrala delen av landet, 300 km norr om huvudstaden Helsingfors. Öns area är 51,7 hektar och dess största längd är 1,2 kilometer i sydöst-nordvästlig riktning.